# ربعة (اسم)
ربعة هو اسم علم مؤنث من أصل عربي، ومعناه هو من الأنس ضد التوحش ما تأنس به ومنه الألفة سكن القلب اللطف، الجماعة الكثيرة.

## وصلات خارجية
- موسوعة السلطان قابوس لأسماء العرب نسخة محفوظة 5 أبريل 2019 على موقع واي باك مشين.